# Чикотень
Чикотень (Turdus pilaris) — один із широко поширених у Європі дроздів. В Україні гніздовий, перелітний, зимуючий птах.

## Морфологічні ознаки
Птах середнього розміру. Маса тіла 80—140 г, довжина тіла близько 25 см. Статевий диморфізм не виражений. У дорослого птаха голова зверху, щоки, шия ззаду і з боків, поперек і надхвістя сірі, на голові чорні риски; над оком білувата «брова»; спина, плечі і верхні покривні пера другорядних махових каштанові; горло, воло і груди зверху рудуваті, з темно-бурою строкатістю; боки тулуба і підхвістя білуваті, з темно-бурими стрілоподібними плямами; низ грудей і черево білі; покривні пера споду крил білі; махові пера темно-бурі; хвіст чорно-бурий; дзьоб жовтий, на кінці бурий; ноги темно-бурі. Молодий птах зверху сірувато-бурий, зі світлими рисками; низ білуватий, на волі і боках тулуба темні плями. Від решти дроздів відрізняється поєднанням сірого і каштанового кольорів у забарвленні верху.

## Поширення та місця існування

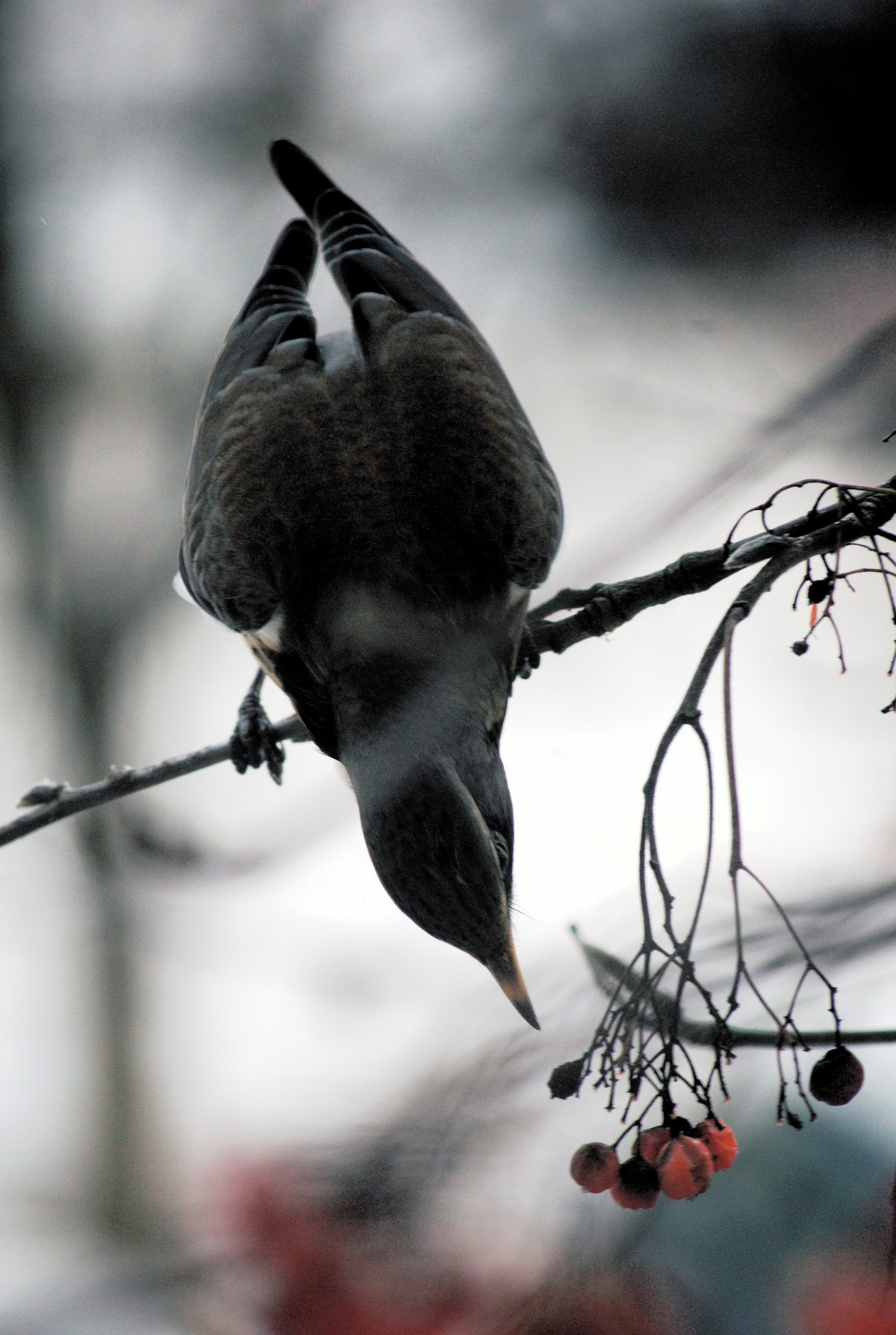
Чикотень перед вікном

Поширений у лісовій та лісостеповій зонах Європи та Азії. Зимує у південних районах області поширення. 
В Україні гніздиться в лісовій і лісостеповій смугах, також подекуди в степовій смузі; мігрує і зимує по всій території.
Населяє різноманітні типи листяних, мішаних та хвойних лісів. Віддає перевагу світлим, розрідженим ділянкам лісу, часто розташованим поблизу галявин, вирубок або узлісся. Особливо охоче гніздиться по сусідству з житлом людини, а також в різноманітних насадженнях культурного ландшафту (в лісопарках, старих алеях парків, на цвинтарях, в невеликих скверах). Основна умова гніздування цього птаха — це волога місцевість. Наявність води чи вологість ґрунту необхідна чикотню не лише для зібрання мокрої землі при побудові гнізда, вона визначається особливістю їхнього живлення — дощовими червами і наземними молюсками. 

## Чисельність
Чисельність у Європі оцінюється в 14—24 млн пар, в Україні — 280—365 тис. пар.

## Гніздування

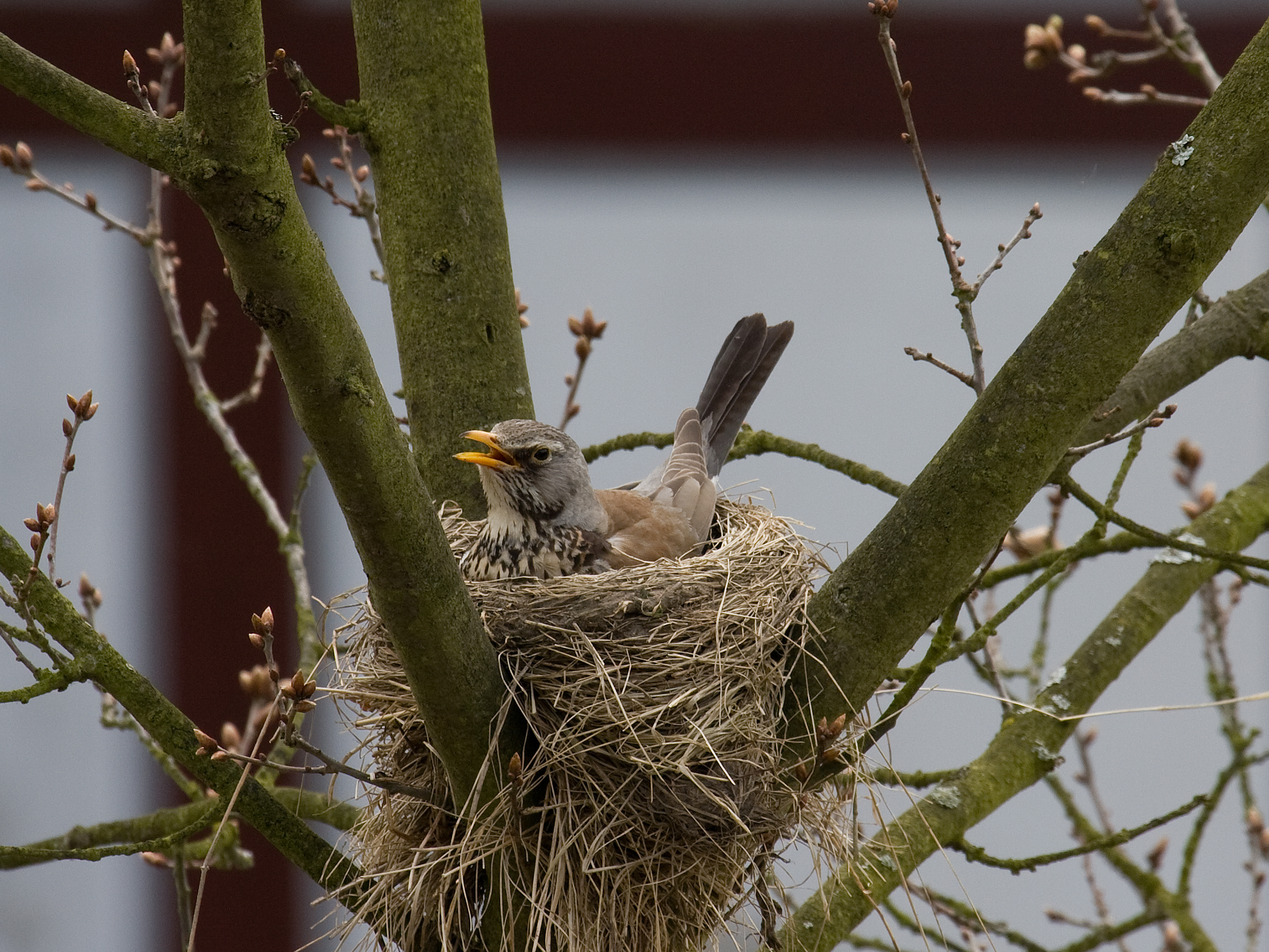
Дорослий птах на гнізді

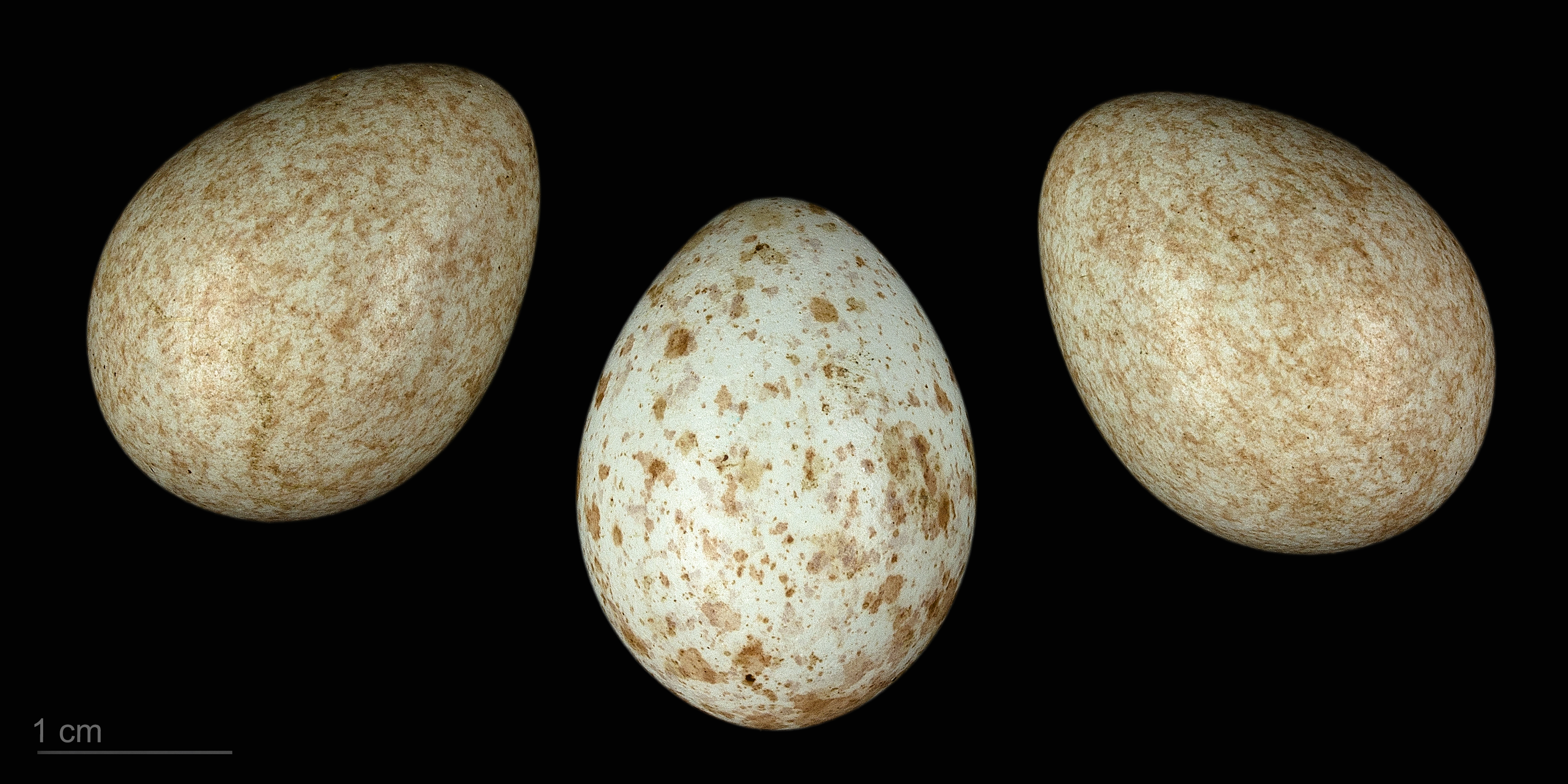
яйце Turdus pilaris - Тулузький музей

Гніздяться окремими парами, але частіше невеликими колоніями (по 10—30 пар), зрідка досить крупними колоніями (до 100 пар).
Гнізда розміщують на деревах, частіше на висоті 1—6 м. Гніздо у чикотнів будує самка. Самець при цьому супроводжує, охороняє її і місце гніздування. Гніздо являє собою досить масивну будівлю. Гніздовий матеріал (суха трава, гілочки і мокру землю) самка збирає недалеко від гнізда. У теплу і суху погоду побудова гнізд іде досить швидко. Але в тих випадках, коли дрозди будують особливо товсту глиняну прокладку, що частіше відбувається у холодних і дощових районах або в холодні роки, побудова гнізда триває 7—10 днів і після закінчення гнізда птахи просушують його ще декілька днів. У теплі роки кількість глини може значно зменшуватись і тоді гніздо будується дуже швидко — протягом 2—4 а іноді навіть і 1 дня. 
Кладку з 4—7 зеленуватих з бурими плямами яєць в травні — червні насиджує тільки самка протягом 13—15 днів. Самець в цей час оберігає її, бере активну участь у захисті колонії. Під час насиджування він не годує самку і їй потрібно самій добувати собі їжу. Вилуплення пташенят неодночасне і триває протягом 48 годин. Пташенята, які щойно вилупились, мають масу, в середньому, 6,2 г. Годують пташенят і самка і самець протягом 12—13 днів. Пташенята вилітають із гнізда зазвичай на 13—14 день після народження, ще не вміючи літати.

## Живлення

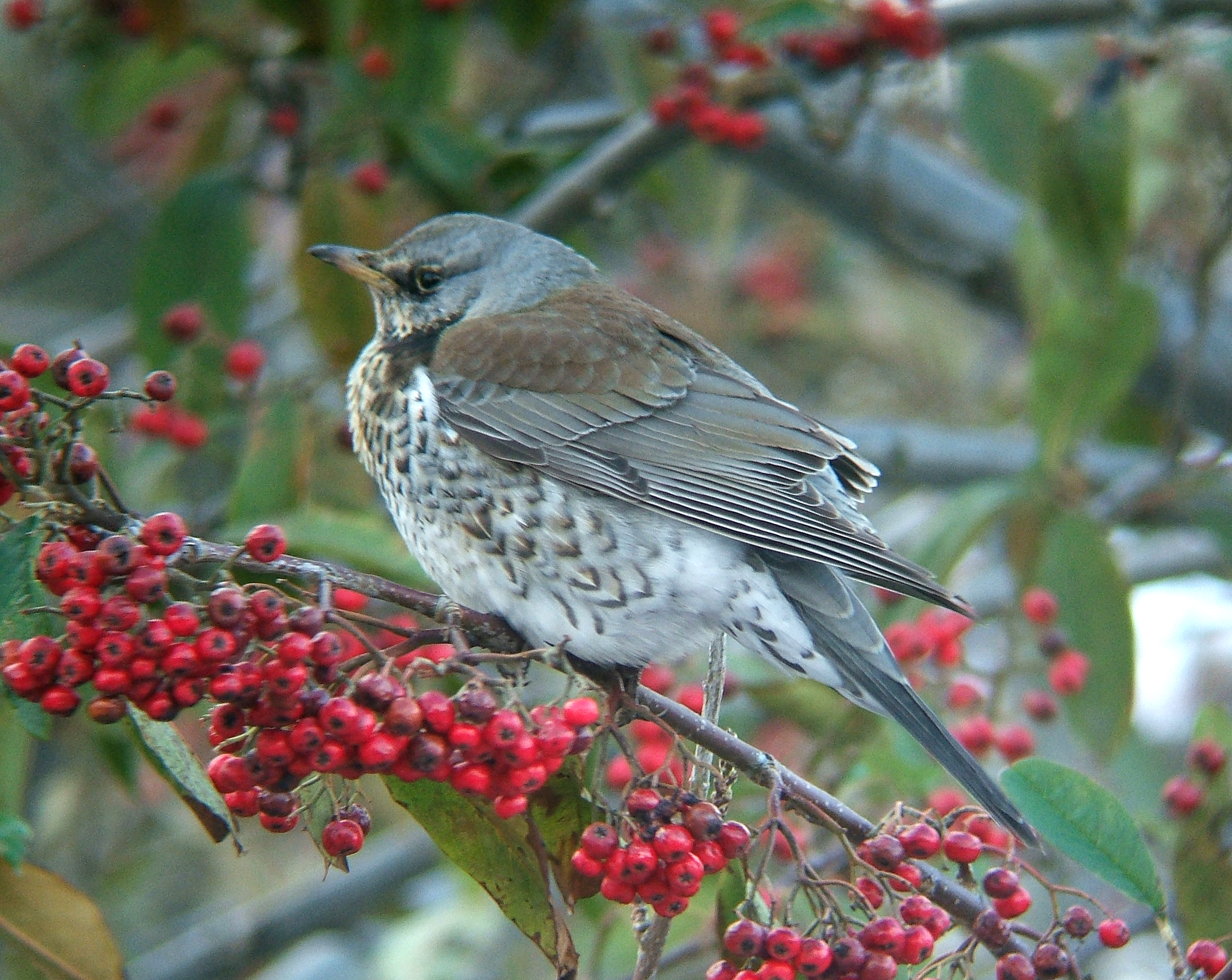
Чикотні охоче поїдають ягоди

Їжу чикотні збирають під час гніздового періоду на землі. По землі дрозди переміщуються ривками, постійно крутячи головою і роздивляючись ґрунт, рухами дзьоба розкидають або навіть перевертають листя. Головною їжею є дощові черви і наземні молюски. У багатьох випадках дощовими червами живляться не лише дорослі птахи, але і вигодовують ними своїх пташенят. Поїдають чикотні також різних жуків, їх личинок, гусениць, лялечок, багатоніжок, мокриць та інших безхребетних, що живуть у ґрунті. Коли достигають ягоди, починаються масові кочівлі чикотнів, що збираються і зграї. У цей час вони поїдають полуницю, чорницю, смородину, вишні, малину. Восени вони можуть живитись м'якими і солодкими яблуками. Головним кормом чикотнів взимку є плоди горобини. Її врожаї визначають місця концентрації і умови зимівлі цих птахів у північних і центральних районах їх ареалу. Від цих урожаїв залежать не лише розміри кочівних і зимуючих зграй, а і загальна їх чисельність.